# Glanzbronzekuckuck
Der Glanzbronzekuckuck (Chrysococcyx lucidus, Syn.: Chalcites lucidus) auch Bronzekuckuck ist eine Kuckucksart, die in der Australis vorkommt. Die Art umfasst vier Unterarten: C. l. lucidus, C. l. plagosus (Latham , 1801), C. l. layardi (Mathews, 1912) und C. l. harterti (Mayr, 1932).
Wie alle Arten innerhalb der Gattung der Eigentlichen Goldkuckucke gehört auch der Glanzbronzekuckuck zu den obligaten Brutschmarotzern, der seine Eier ausschließlich in die Nester von Wirtsvögeln legt.

## Merkmale
Der Glanzbronzekuckuck ist ein kleiner Kuckuck, der etwa 15–17 cm groß wird. Sie wiegen etwa 20 Gramm. Das Männchen der Nominatform ist oberseits grün-braun glänzend, die Unterseiten sind weiß mit dunkler Sperberung. Die Gesichtsseiten sind weißlich mit einer individuell variablen dunklen Fleckung oder gar Sperberung.
Der Geschlechtsdimorphismus ist wenig ausgeprägt, das Weibchen ist oberseits weniger grün-glänzend, sondern bräunlich gefärbt. Die anderen Subspezies unterscheiden sich durch verschieden starke Ausprägung des braun-glänzenden Gefieders und unterschiedliche Schnabellänge sowie Körpergröße. Allein das Weibchen der Unterart C. l. harterti besitzt ein auffallendes violett-schimmerndes Kopfgefieder. Die Iris ist typischerweise rotbraun, kann aber von einem leichten Braun bis zu einem Gelb variieren. Bei den Jungvögeln ist sie dunkelbraun bis blass grau. Der Augenring ist blass grünlich bis dunkelgrau, bei Jungvögeln ist dieser typischerweise etwas breiter als bei adulten Vögeln.
Der häufigste Ruf des Glanzbronzekuckucks sind mehrfach wiederholte su'wee, su'wee, su'wee-Rufe. Johnsgard vergleicht diese Rufe mit den Pfiffen eines Menschen, der versucht, einen Hund herbeizupfeifen. Diese Rufe des Glanzbronzekuckucks enden häufig mit einem in der Tonhöhe abfallenden peee-eerr-Triller.
Verwechslungsmöglichkeiten bestehen mit mehreren Arten aus der Gattung der Eigentlichen Goldkuckucke. Der Rotschwanzkuckuck ist etwas kleiner als der Glanzbronzekuckuck und dieser hat einen auffälligen hellen Überaugenstreif. Das Männchen des Grünscheitel-Bronzekuckucks unterscheidet sich vom Glanzbronzekuckuck durch seine sehr auffälligen roten Augen. Das Weibchen dieser Art hat eine braune Iris mit einem gelblichen oder weißen Augenring. Beide Geschlechter sind auf der weißen Körperunterseite etwas feiner gesperbert. Auch beim Männchen des Gould-Kuckucks ist die Iris rot, die Brust ist bei dieser Art rötlich überwaschen.

## Verbreitung

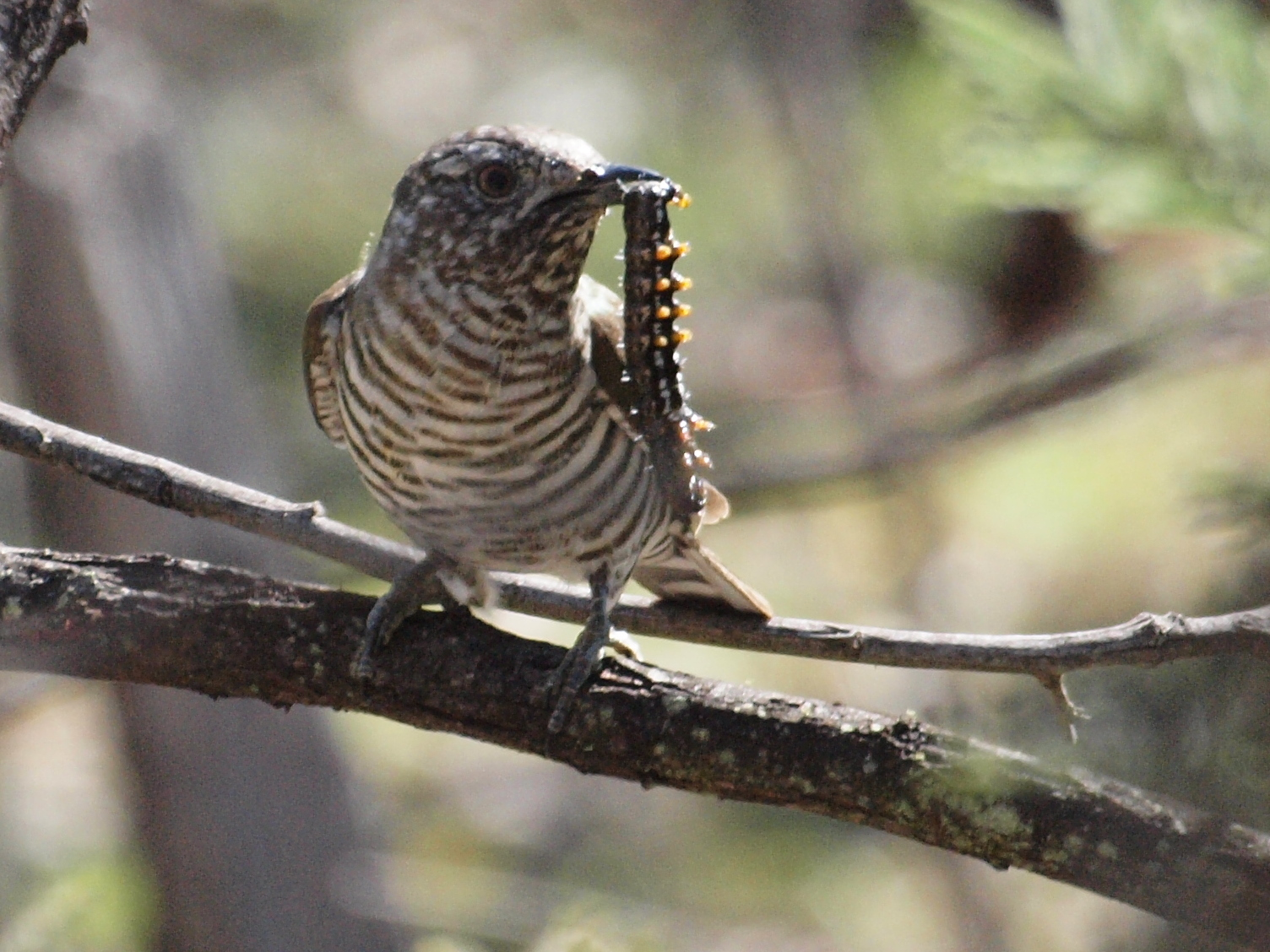
Junger Glanzbronzekuckuck (Chrysococcyx lucidus)

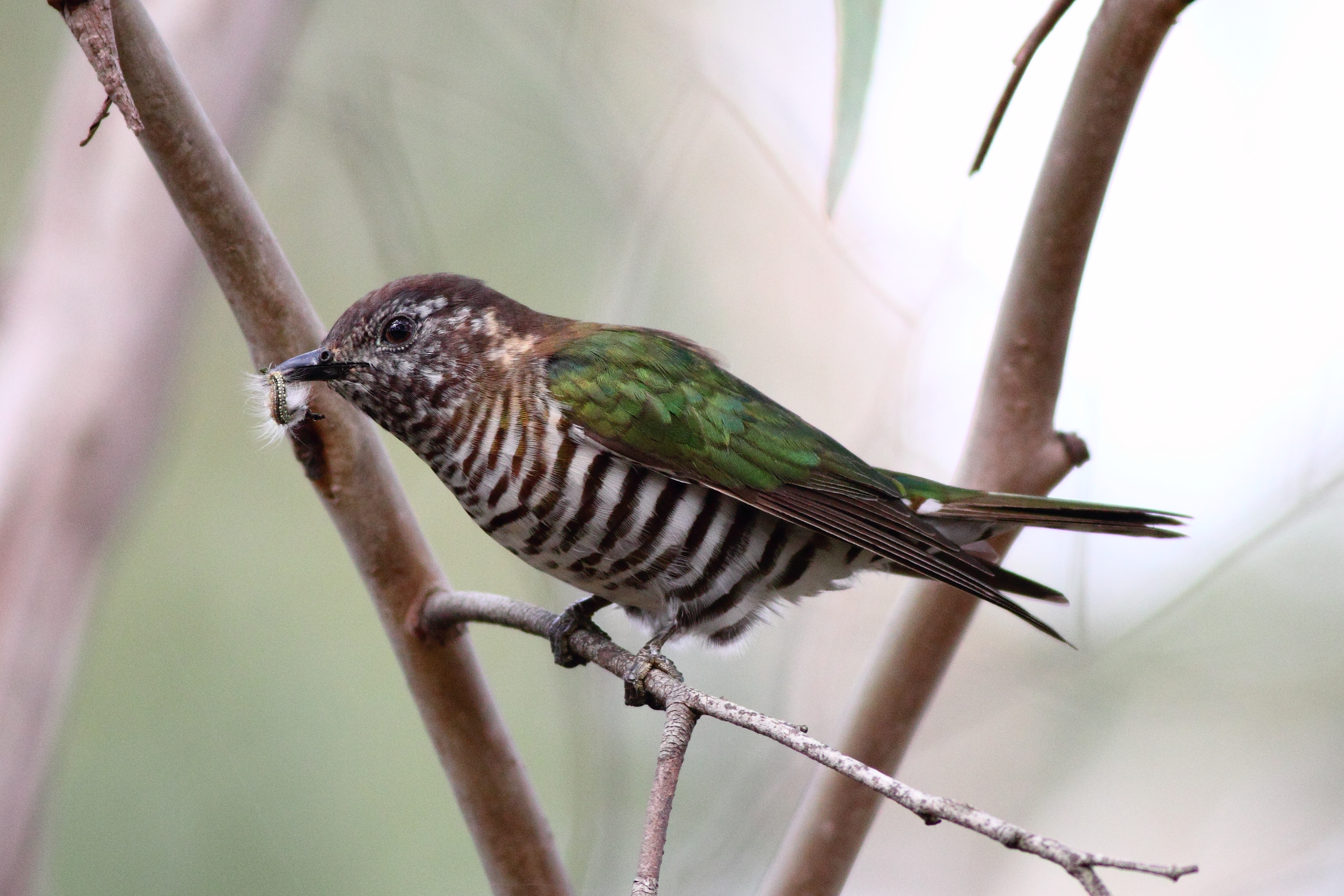
Ausgewachsener Glanzbronzekuckuck

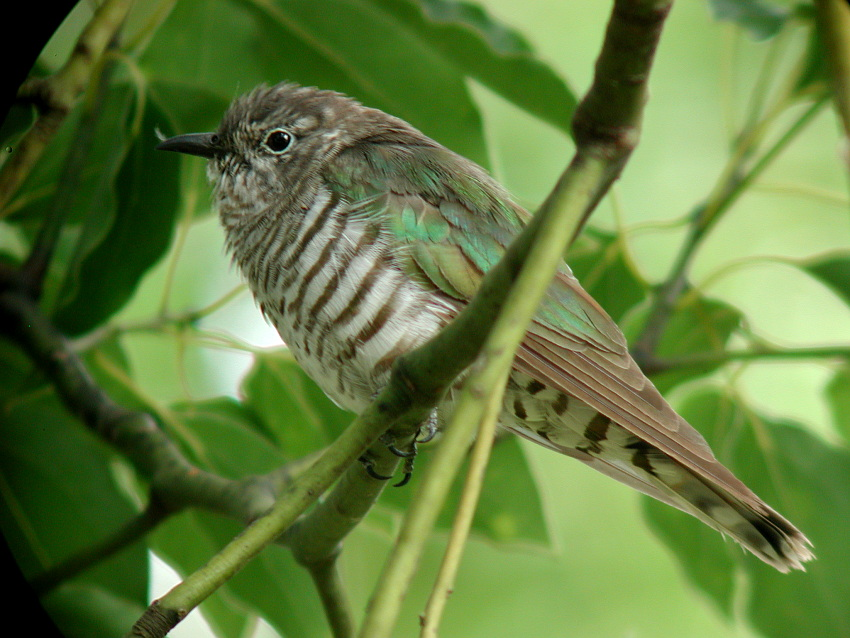
Glanzbronzekuckuck

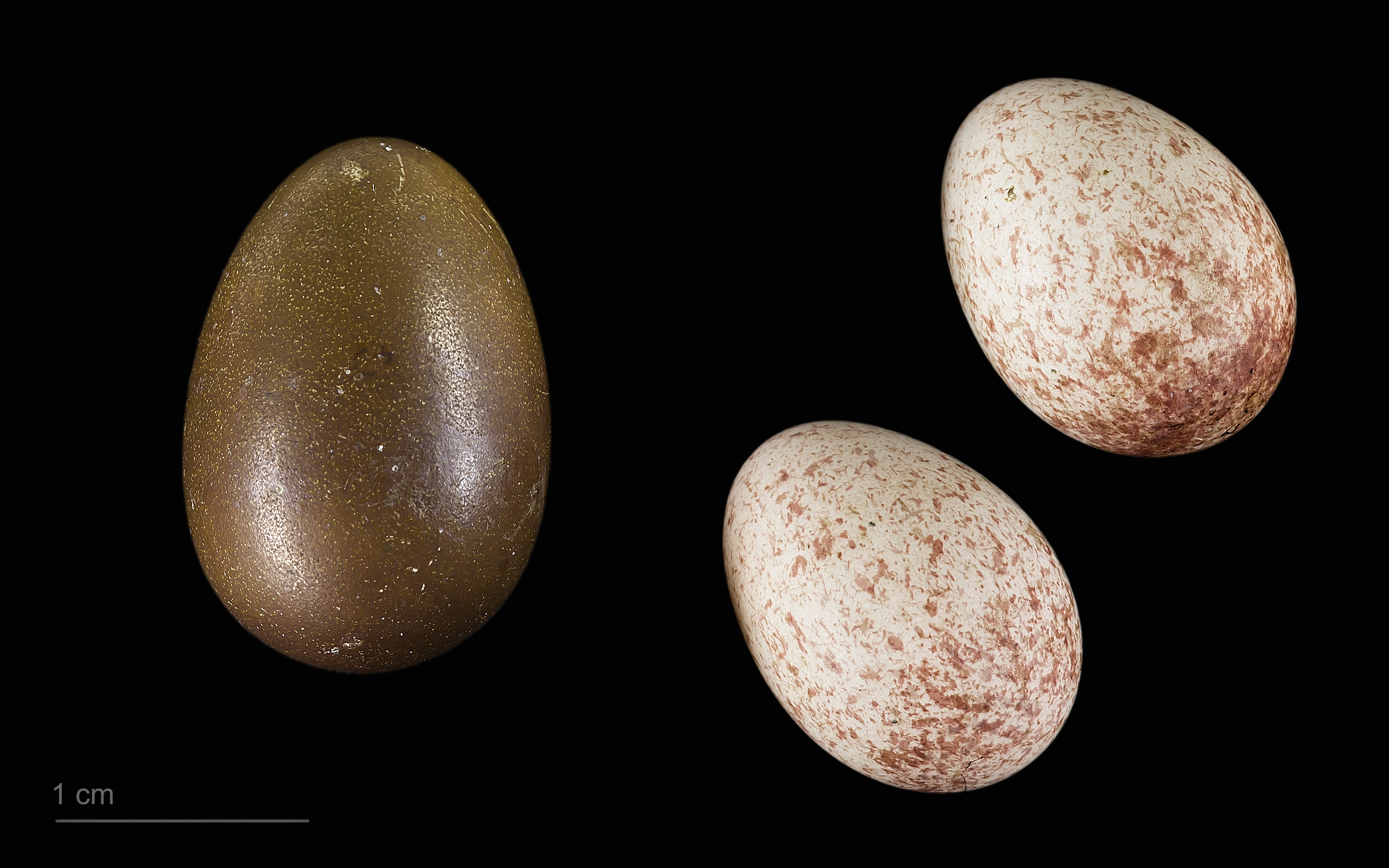
Links: Chrysococcyx lucidus rechts: Gerygone flavolateralis, Sammlung Museum von Toulouse

Die Nominatform C. l. lucidus brütet auf Neuseeland und überwintert auf den Salomonen, Neubritannien und der Insel Woodlark. Während der Brutsaison ist C. l. plagosus auf Tasmanien zu finden, ganzjährig auch in den australischen Bundesstaaten New South Wales und Queensland sowie entlang der Großen Australischen Bucht bis nach Perth. Ein weiteres Überwinterungsgebiet dieser Subspezies sind die Kleinen Sundainseln und Neuguinea. C. l. lucidus und C. l. plagosus sind vermutlich nicht ganzjährig allopatrisch verbreitet, in den Überwinterungsgebieten auf Neuguinea und den Salomonen werden teilweise beide Unterarten gleichzeitig gesichtet. Die anderen beiden Unterarten migrieren nicht. Die Unterart C. l. layardi kommt ganzjährig in Neukaledonien und auf verschiedenen Inseln Vanuatus vor. C. l. harterti ist eine endemische Unterart der Inseln Rennell und Bellona.
Es liegen keine Populationsgrößenschätzungen vor, die Art wird aufgrund der Häufigkeit und der Größe des Verbreitungsgebietes nicht als gefährdet eingeschätzt. In Neuseeland hat der Glanzbronzekuckuck davon profitiert, dass sein dort einziger Wirtsvogel, die Maorigerygone, sich anthropogen überformten Habitaten gut angepasst hat.

## Lebensweise
Der Glanzbronzekuckuck bewohnt verschiedene Habitate wie Eukalyptus- und Kiefernwälder, offene Graslandschaften, aber auch anthropogen geschaffene Habitate wie Parkanlagen und Gärten. Die Nahrung besteht aus Insekten, vorzugsweise Raupen, die von Blättern gepickt werden. Nach Nahrung wird überwiegend in Baumwipfeln sowie in Büschen gesucht, auf dem Boden ist der Glanzbronzekuckuck nur selten zu beobachten. Oftmals werden auch Insekten von einem Ansitz aus im Flug gefangen.
Wie alle anderen Chrysococcyxarten ist der Glanzbronzekuckuck ein Brutparasit. Zu den Wirtsvögeln zählen verschiedene Acanthiza-, Gerygone- und Sericornisarten. Die Nominatform in Neuseeland parasitiert fast ausschließlich den Maorigerygone, auf den Chatham-Inseln fast ausschließlich den Langschnabelgerygone.
Das Weibchen des Glanzbronzekuckucks legt ihr Ei direkt in das Nest, sie nimmt dann eines der Wirtsvogeleier in den Schnabel und verlässt dann das Nest. Der gesamte Prozess dauert weniger als 20 Sekunden. Die Jungvögel des Glanzbronzekuckucks schlüpfen wegen einer kürzeren Brutzeit früher aus den Eiern, als dies bei den Wirtsvogelarten der Fall ist. Die geschlüpften Nestlinge sind zunächst nackt und blind, sie beginnen ab dem dritten Tag Eier und die Nestlinge des Wirtsvogels aus dem Nest zu werfen. Die Nestlingszeit dauert beim Glanzbronzekuckuck zwischen 19 und 22 Tagen, der Wirtsvogel füttert den flügge gewordenen Glanzbronzekuckuck noch bis zu 22 Tage.
Aus etwa der Hälfte der vom Glanzbronzekuckuck gelegten Eier entwickeln sich flügge werdende Jungvögel.

## Etymologie und Forschungsgeschichte
Johann Friedrich Gmelin beschrieb den Prachtkuckuck unter dem Protonym  Cuculus lucidus. Erst später wurde er der Gattung der Chrysococcyx zugeschlagen. Aufgrund von genetischen Untersuchungen werden die Arten, die in der Orientalis und der Australis vorkommen und die früher zu den Eigentlichen Goldkuckucken gezählt wurden, mittlerweile von den meisten Autoren in einer eigenen Gattung unter dem Namen Chalcites geführt.
Der Name der Unterart C. l. harterti ehrt den Ornithologen Ernst Hartert. Das lateinische Wort »plagosus« leitet sich von »plagosus« von »plaga« für »Streifen, Striemen« ab. Das layardi  wurde dem englischen Diplomat und Naturkundler Edgar Leopold Layard (1824–1900) gewidmet.